# Flisa (kulle)
Flisa är en kulle i Antarktis. Den ligger i Östantarktis. Norge gör anspråk på området. Toppen på Flisa är 1 881 meter över havet.
Terrängen runt Flisa är platt åt sydost, men åt nordväst är den kuperad. Trakten är obefolkad. Det finns inga samhällen i närheten. 